# Fidélis Martins Bastos
Fidélis Martins Bastos (Brasil,  – 17 de março de 1847) foi um médico brasileiro.
Foi membro fundador da Sociedade de Medicina do Rio de Janeiro, atual Academia Nacional de Medicina.